# Maurský sloh

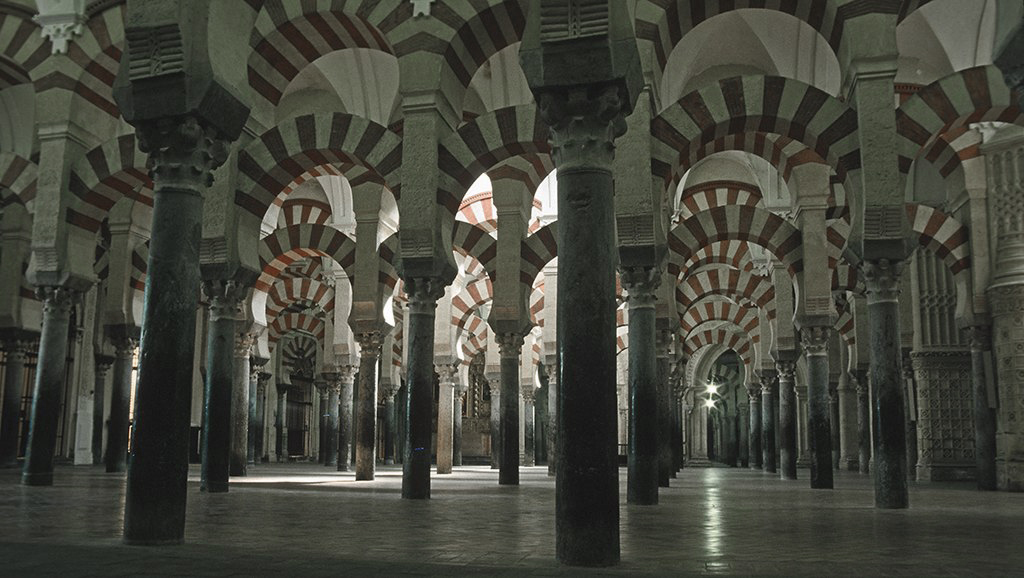
Oblouky v córdobské mešitě

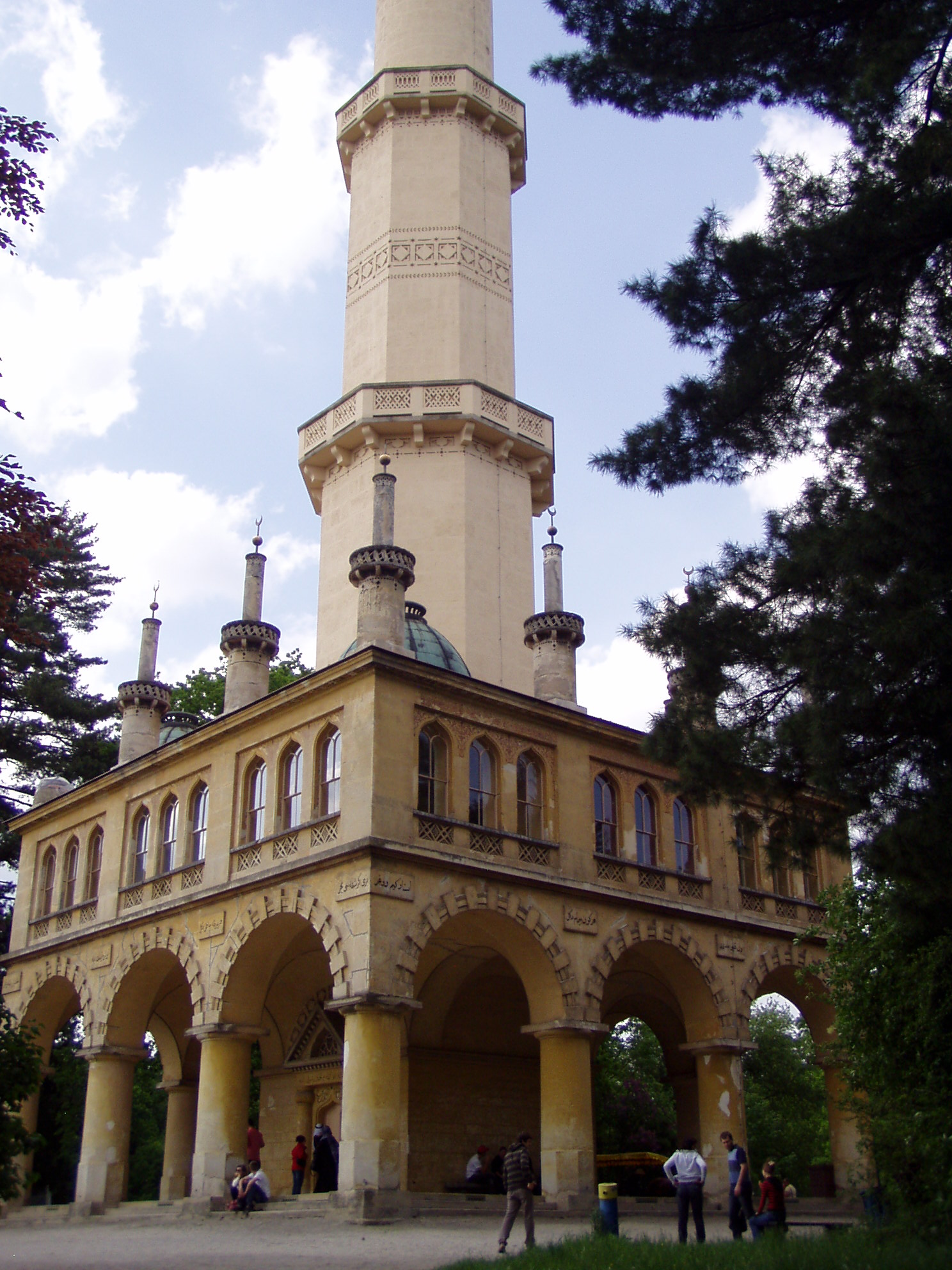
Minaret v areálu zámku v Lednici

Maurský sloh je islámský architektonický styl severní Afriky a částí Španělska a Portugalska, kde byli Maurové dominantní mezi roky 711 až 1492. Je pro něj charakteristický podkovovitý, bohatě členěný (pruhovaný) oblouk a drobné ornamenty, nazývané také arabesky. Nejznámějšími dochovalými příklady tohoto slohu jsou mešita v Cordóbě, palácový komplex Alhambra či věž Giralda v Seville.
V Česku se neomaurský styl objevuje pouze u minaretu zámku v Lednici, u Španělské a Jeruzalémské synagogy v Praze, dále v Slánské synagoze a v synagoze v Krnově. Některé prvky maurského slohu má také například Nová synagoga ve Velkém Meziříčí.